# Distelmolen
De Distelmolen is een verdwenen watermolen in de Nederlandse stad Venlo.
De molen wordt vanaf 1400 genoemd in de bronnen. Op kaarten uit 1575 en 1652 is de molen ingetekend. De molen lag aan de buitenzijde van de vestingwerken, ten westen van de Helpoort, en werd aangedreven door het water uit de Helbeek.
Het is niet bekend welke functie de molen had. Het is eveneens niet bekend wanneer de molen is verdwenen, maar het moet vóór 1832 zijn gebeurd.
Benders Molen · Bovenste Molen · Distelmolen · Geërfdenmolen · Molen van Geurts · Goofersmolen · Goossensmolentje · Hellmolen · Holtmeule · Italiëmolen · Jansens Standerdmolen · Laaghuismolen · Lohofsmolen · Maagdenbergsmolen · Maalbekermolen · Molen van het Aldt Huys · De Meule · Munnikemolen · Oliemolen · Onderste Molen · Ottenmolen · Panhuismolen · Patersmolen · Peetersmolen · Picardiemolen · Polvermolen · Sint-Antoniusmolen · Spanjaertsmolen · Stadsmolen · Molen van Van der Steen · Rijstpelmolen Van Dinteren · Rosmolen Verzijl · Villegerveldsmolen · Watermeule · Watermolen Lomm · Weizemolen · Wymarse Molen